# 安拿胡阿道
安拿胡阿道（オナイウ 阿道，1995年11月8日—），日本足球運動員，司職前鋒，現效力於法國足球乙級聯賽球會歐塞爾，日本國家足球隊成員。

## 俱樂部生涯
奥纳伊乌-阿道1995年出生于日本埼玉县，场上位置司职前锋。父亲为尼日利亚人，母亲是日本人。小学2年级时受父亲的影响开始接触足球，高中进入了正智深谷高校，高二时随学校一起首次打入全国高校足球大会。高三代表正智深谷高校参加全国高等学校综合体育大会足球比赛半决赛面对星稜高校的比赛中，打入2球并送出2次助攻。最终球队名列第3，他自己也入选了大会优秀选手名单。
2013年10月18日，千叶市原官方宣布了还在正智深谷高校读书的阿道将在2014年赛季加入球队。
2014年赛季，19岁的阿道在联赛第16轮千叶市原对爱媛FC的比赛中首次进入替补名单。随后他被J22选拔队看中，日丙第21轮对福岛联的比赛中，阿道替补出场，完成了自己在职业联赛中的首秀。次轮对盛冈的比赛中又首次获得先发机会。随后回到千叶的阿道先是在天皇杯中替补出场在加时赛中取得进球，球队客场1-1战平柏雷素尔。随后在日乙第28轮对冈山绿雉的比赛中，首次登场完成了在母队的联赛首秀。接下来的两轮中，与水户蜀葵和京都不死鸟的比赛中阿道都获得了首发机会。第31轮时替补出场的阿道在与北九州向日葵的比赛中对千叶打入1球，这也是他日职联赛生涯的首球。
2015年赛季，阿道每场基本都在终场前才获得登场机会，联赛第5轮，千叶主场迎战大阪樱花的比赛中，第82分钟时阿道替补佐藤勇人登场，结果1分钟后他便利用反击机会为球队打入反超1球。可惜千叶最终被大阪樱花4-4绝平。随后在联赛中，阿道开始渐渐获得更多的出场时间，联赛第26轮时，阿道替补出场送出1球1助攻，但千叶主场2-3败给熊本深红。第34轮客场对大宫松鼠的比赛中，阿道在终场前为球队搬回1球，可惜球队再次1球负给对手。最终当赛季阿道出场33次(首发8次)打入3球助攻2次。
2016年赛季，由于1月参加了亚洲U23锦标赛，阿道不得不缺席俱乐部季前训练，所以在开季时并没有获得太多上场时间。前7轮累计只有23分钟。第8轮千叶主场迎战町田泽维亚，在球队大部分时间一球落后的情况下，第77分钟时阿道替补出场并在第90+5分钟接到阿部翔平的左路传中头球绝平了对手。终止了町田的5连胜。但赛季首球却没有换来更多的出场时间，阿道在随后的10轮中只捞到58分钟出场时间。第19轮时，阿道迎来赛季首次首发，并在比赛中打入扳平比分的1球，最终千叶客场1-1战平清水心跳。随后的第23轮千叶客场迎战的町田的比赛中，第90+4分钟时，井出遥也左路送出传中，阿道后点将球顶入球门。千叶客场绝杀对手终止了联赛3连败。在联赛的第39-40轮，阿道先是在与大阪樱花的比赛中凌空打入1球又在与金泽薩维根的比赛中在第90分钟时头球绝杀对手。赛季最后一轮千叶客场挑战讃岐釜玉海的比赛中阿道再次在第90分钟头球绝对对手。当赛季最终23次出场(2次首发)打入6球助攻2次, 作为替补拥有109.5分钟打入1球的超高效率的，并且有4球是在伤停补时期间打入。
赛季结束后的12月7日，浦和红钻宣布正式签下了这名日本U23前锋。当时浦和球迷对这位身体素质超群的年轻前锋表示期待，认为这笔转会是对球队锋线进行的一次未来投资。
2017年赛季转会浦和红钻的阿道机会寥寥，整个赛季只有3次进入名单，在第18轮对新潟天鹅的比赛中首次在日职联赛登场。同年的天皇杯对盛冈天鹤的比赛中，阿道替补出场打入加盟后的首球。而在亚冠中，阿道2次代表球队在最后时刻换上场，累计4分钟。不过浦和红钻最终将冠军签入，阿道同样收获了个人首个俱乐部荣誉。
2018年赛季，1月时浦和将阿道租借到日乙山口雷法 。赛季开始后阿道以前7轮打入5球的成绩收获了J联赛月度最佳球员。赛季中期球队遭遇14轮不胜时，阿道依然在此期间贡献7球，并在联赛第30轮时，主场4-4憾平大宫松鼠的比赛中上演个人首个帽子戏法。最终阿道打满了42场联赛并且只休息了1分钟，并打入22球并送出4次助攻以2球之差落后于大前元纪获得日乙银靴对于一个此前赛季加起来才打入10球的阿道。
2019年赛季，上赛季的良好状态使得阿道获得了更多的关注，多家俱乐部发来邀请希望得到他。最终阿道选择了升班马大分三神。在经历了前6轮毫无建树的情况下，第7轮对仙台维加泰的比赛中，阿道替补出场并打入个人日职首球为球队锁定胜局。在6-7月时6场比赛中阿道攻入6球，表现强势。至赛季结束，阿道完成了31场(24次首发)10球2助攻的成绩。带领赛季中后期失去射手藤本宪明的大分三神，最终排名第9。阿道在进球榜上与埃德米尔森以及古桥亨梧一起并列第11位。
赛季结束后12月23日赛季冠军横滨水手宣布从浦和红钻签下阿道。
日职联赛球队横滨水手官方宣布，队内的日本前锋阿道已经离开球队，转会加盟法乙球会土鲁斯。
法乙第3轮，图卢兹客场1:0战胜波城，阿道首发打满全场。
法乙第5轮，迪安2-4图卢兹，阿道打进加盟球队的处子球。
2023年2月1日，法甲第21轮，图卢兹4:1大胜特鲁瓦。阿道第71分钟替补登场。第88分钟图卢兹角球机会，阿道门前抢点头球破门，打入本赛季法甲首球。

## 國家隊生涯
2014年9月24日，阿道入选了日本参加亚足联U19锦标赛的大名单，并且为球队出场3次(1次首发)。
2015年12月18日，阿道入选了日本参加亚足联U23锦标赛的大名单，出场5次首发3次但没有取得进球。但依然随球队一起获得了当届比赛冠军。可惜在7月1日，日本国奥主教练手仓森诚公布的奥运名单中，阿道最终落选。8月3日，前锋久保裕也因伤退出，铃木武藏候补入选大名单，同时阿道继而进入候补名单，但最终无缘里约奥运。
2019年11月6日，森保一公布的新一届日本国家队大名单中阿道首次入选，将代表球队参加麒麟杯的比赛。可惜球队最终1-4不敌委内瑞拉，他也没有获得出场机会。
在6月份世预赛40强赛，日本与吉尔吉斯斯坦的比赛中，阿道迎来正赛首秀并上演帽子戏法。

## 榮譽
浦和紅鑽
- 亞足聯冠軍聯賽冠軍 : 2017
- 日本聯賽杯 / 南美俱樂部杯錦標賽冠軍 : 2017

圖盧茲
- 法國足球乙級聯賽冠軍 : 2021–22[8]
- 法國盃冠軍 : 2022–23[9]

## 外部連結
- オナイウ阿道 （页面存档备份，存于） - Transfermarkt（英文）
- Soccerway資料庫：安拿胡阿道 （英文）
- 安拿胡阿道的X（前Twitter）
- 安拿胡阿道的Instagram帳戶